# Symbolischer Interaktionismus
Der symbolische Interaktionismus ist eine soziologische Theorie aus der Mikrosoziologie, die sich mit der Interaktion zwischen Personen beschäftigt. Diese Handlungstheorie basiert auf dem Grundgedanken, dass die Bedeutung von sozialen Objekten, Situationen und Beziehungen im symbolisch vermittelten Prozess der Interaktion/Kommunikation hervorgebracht wird (siehe auch: Handeln und Soziales Handeln, Symbolische Kommunikation).

## Grundlagen
Die Schule des symbolischen Interaktionismus wurde von Herbert Blumer (1900–1987) begründet. Blumer war ein Schüler des Sozialphilosophen und frühen Sozialpsychologen George Herbert Mead (1863–1931). Als Blumer den Symbolischen Interaktionismus ausarbeitete, orientierte er sich vor allem an Meads Überlegungen zur stammesgeschichtlichen (phylogenetischen) Bildung des Bewusstseins und persönlichen (ontogenetischen) Entwicklung der Identität unter Verwendung einer gemeinsamen Sprache: „Logisches Universum signifikanter Symbole“ (siehe auch John Cunningham Lilly). 
Auch der amerikanische Soziologe Charles Cooley (1864–1929) trug mit seinen Überlegungen zur Entstehung der Theorie des symbolischen Interaktionismus bei. Seine These (im Anschluss an sozialpsychologische Vorarbeiten von William James, John Dewey und James Mark Baldwin) war, dass das Individuum schon geistig (mental) ein soziales Wesen sei; die abstrakte, begriffliche Gegenüberstellung von Individuum/Gesellschaft sei fehlgeleitete Metaphysik. Gesellschaft fasste er ebenfalls mental auf, insofern sie aus den geistigen Vorstellungen besteht, die aus den sozialen Interaktionen und Kommunikationen herauswachsen.

## George H. Meads Überlegungen als Grundlage zum Symbolischen Interaktionismus

### Der Mensch als soziales Wesen
Selbstbewusstsein/Identität und die Fähigkeit zum Denken entwickelt der Mensch erst innerhalb und mithilfe sozialer Beziehungen und Entwicklungsstadien. Dementsprechend sind Individuum und Gesellschaft prozesshaft verwoben und bedingen sich gegenseitig.
Mead postuliert, dass Kommunikation der Faktor ist, der die Entwicklung des Menschen als soziales Wesen bedingt, weil die typische menschliche Kommunikation und Interaktion über „signifikante Symbole“ stattfindet. Diese Symbole sind Allgemeinbegriffe, d. h., dass das Symbol bei einem selbst das Gleiche auslöst wie bei den Anderen. Der Sinn oder die Bedeutung eines Symbols wird von allen Mitgliedern der Gesellschaft gleich interpretiert.
Ein Beispiel dafür wäre eine Situation, in der jemand „Feuer!“ schreit. Die Menschen interpretieren das Wort, da es ein Allgemeinbegriff ist, gleich und reagieren und handeln deshalb in der Situation auch gleich. Soziale Interaktion wird durch den symbolischen Interaktionismus möglich. Er setzt voraus, dass man die Fremdperspektive einnehmen und verinnerlichen und sich selbst aus der Fremdperspektive betrachten kann.

### Sozialisation bei Mead
Sozialisation wird bei Mead verstanden als ein Prozess der Entwicklung der Persönlichkeit und Integration in die Gesellschaft. Erst in der organisierten Gemeinschaft oder gesellschaftlichen Gruppe entwickelt der Einzelne eine einheitliche Identität. Ein „generalisierter Anderer“ spielt eine Rolle bei der Sozialisation. Er übt prägenden Einfluss auf den Einzelnen aus. Merkmale eines „signifikanten, konkreten od. individuellen Anderen“ sind emotionale Besetzung, permanente Interaktion und Machtgefälle. Beispiele sind Eltern und Lehrer.
Das Kind wird zu einem Mitglied der Gesellschaft, indem es die Rollen und Einstellungen der „signifikanten, konkreten od. individuellen Anderen“ und somit die Moral und die Normen der Gesellschaft bis zu einem gewissen – individuell verschiedenen – Grad übernimmt (siehe Selbstkonzept).

### Sozialisation als Prozess der Identitätsbildung
Durch die Übernahme der Haltungen der anderen entwickeln sich bei den Menschen die Identität und konsistentes Selbstbewusstsein. Eine Identität eines Menschen besteht aus elementaren Identitäten, die den verschiedenen Aspekten des gesellschaftlichen Prozesses entsprechen. Die Struktur der vollständigen Identität ist somit eine Spiegelung des vollständigen gesellschaftlichen Prozesses. So wird die Identität nur möglich, wenn ein Mensch in einer Gemeinschaft oder in einer gesellschaftlichen Gruppe lebt.
Mead unterscheidet drei Stufen von Entwicklungen der Rollenübernahme, die sich nach Komplexität unterscheiden:
1. Nachahmendes Rollenspiel (play)
Bezugspunkt der Perspektivenübernahme ist dabei ein individueller Anderer und Orientierungsgrundlage des Handelns sind antizipierte Handlungen. Play ist nach Mead eine spielerische Interaktion des Kindes mit einem imaginären Freund. Dies ist die einfachste Form der Rollenübernahme. Diese Stufe der Identitätsbildung erreicht ein Kind, wenn es variable Rollen übernehmen kann, z. B. wenn es einen Indianer oder Verkäufer spielt. Dadurch haben Kinder zwei elementare Identitäten: ihre eigene und die gespielte Identität. Eine voll entwickelte Identität haben sie aber noch nicht, weil die Reize in diesem Stadium noch nicht organisiert sind. Die Rollenübernahme findet also nacheinander statt, nicht gleichzeitig.
2. Regelgerechte Kooperation (game)
Das organisierte Spiel (Wettkampf) repräsentiert im Leben des Kindes den Übergang von der spielerischen Übernahme der Rolle anderer zur organisierten Rollenübernahme mehrerer anderer, die für das Identitätsbewusstsein entscheidend ist.
Im game muss die Person verschiedene Rollen in einer systematischen Ordnung wahrnehmen und sich darauf beziehen lernen. Dies bedeutet, dass ein Kind die Haltung aller am Spiel beteiligten Personen übernehmen und diese Rollen in Beziehung zueinander setzen muss.
Bei dieser Stufe ist der Bezugspunkt der Perspektivenübernahme die begrenzte Gemeinschaft, in der das Kind sich befindet. Dabei handelt das Kind unter Berücksichtigung der gemeinschaftsspezifischen Normen (Spielregeln).
Beispiel Baseball:
Bevor ein Kind einen bestimmten Wurf macht, muss es, um ein erfolgreiches Spiel zu leisten, wissen, wie die anderen Teilnehmer auf seine Handlung reagieren werden. Dies wird erst möglich, wenn es sich in die verschiedenen Rollen (z. B. des Fängers und des Werfers) hineinversetzt. Die Reaktionen der anderen müssen so organisiert sein, dass die Haltung des einen Spielers die Haltung des anderen auslöst.
3. Universelle Kooperation und Verständigung
Bezugspunkt der Perspektivenübernahme ist hier die universelle menschliche Gesellschaft (universeller Anderer), sozusagen eine Weltgesellschaft. Das Handeln soll dabei nach einem Universalisierungsprinzip ablaufen. Dafür müssen gemeinsame Normen und Symbole geschaffen werden, damit ein Zusammenhang zwischen verschiedenen Gesellschaften entsteht.

### Persönlichkeitstheorie
Identität entwickelt sich immer in Wechselwirkung und Zusammenarbeit mit der Gesellschaft. Auf der Ebene der Persönlichkeit unterscheidet Mead zwei zentrale Instanzen, die im Zusammenspiel gleichzeitig Handlung koordinieren und Identität konstituieren. Diese Instanzen des Selbst nennt Mead „me“ und „I“ (deutsch häufig mit „ICH“ und „ich“ übersetzt).
Das „I“ (personales Selbst) bezeichnet Spontanität, Kreativität und das einmalig Subjektive. Diese Instanz stellt eine stellungnehmende Reaktion auf die Haltungen Anderer zur eigenen Person dar. Häufig wird dieser Aspekt mit der Triebausstattung des Menschen verglichen.
Das „me“ (soziales Selbst) bezeichnet die Vorstellung von dem Bild, das andere von mir haben, die Verinnerlichung ihrer Erwartungen an mich. Es ist Bewertungsinstanz für die Strukturierung der spontanen Impulse. Es handelt sich also um den sozialen Aspekt der Identität.
Für die Erwartungen eines jeden Anderen entwickelt sich entsprechend eine Ausprägung des „me“, also eine soziale Repräsentation des Bildes von einem selbst. Im Laufe der Ontogenese werden diese verschiedenen Perspektiven in ständigem Dialog mit dem „I“ zu einem abstrakten Gesamtbild synthetisiert.
Die beiden Teile befinden sich ständig im inneren Dialog. Der innere Dialog entscheidet über weitere Handlungen und über die Entwicklung einer Person. Der Ausgang des inneren Dialogs ist aber zunächst offen, weil die Gewichtung zwischen „me“ und „I“ von mehreren Faktoren abhängt. Laut Mead verändert und reorganisiert sich die eigene Identität im Laufe des Lebens immer wieder neu und ist somit ein aktiver Prozess (Sozialisation).

### Phasen des Selbst im inneren Dialog
- Phase I: Handlungsentwurf des Individuums („I“)
- Phase II: Stellungnahme aus der Perspektive des generalisierten anderen („me“)
- Phase III: Stellungnahme und Entscheidung des Individuums („Self“)

## Cooleys Beitrag zum Symbolischen Interaktionismus
Charles Cooley und Mead waren befreundet und beeinflussten sich so gegenseitig. Cooley war ebenfalls stark von der Theorie der sozialen Evolution von Herbert Spencer beeinflusst. Wie Spencer verstand er die soziale Evolution als organischen Gesellschaftsprozess. Es kommt somit in den funktionalen Teilsystemen zu immer effektiverer Anpassung an die Umweltbedingungen. Gleichzeitig kommt es zu einer stetigen Differenzierung der internen Struktur einer Gesellschaft.

### Kommunikation
Von besonderem Interesse hier ist Cooleys Verständnis der menschlichen Natur als Produkt der Kommunikation. Dies verweist auf die große Bedeutung der Sozialisation in der amerikanischen Soziologie. „Der Mensch entwickelt sein Selbst, durch das er erst zur Person wird, durch den Prozess der Interaktion mit anderen Menschen.“ Diese interaktionistische Vorstellung von einem Selbst, in dem „soziale Natur“ und Personwerdung untrennbar miteinander verbunden sind, wurde von größter Bedeutung für den symbolischen Interaktionismus und für die Sozialwissenschaften im Allgemeinen.

### Individuum und Gesellschaft
Cooley lehnte daher die Annahme eines autonomen, rationalen Individuums ab. Er trat für die Konzeption der sozialen Genese des Selbst ein. „The social self is simply any idea, or system of ideas, drawn from the communicative life, that the mind cherishes as its own. Self-feeling has its chief scope within the general life, notoutside of it (...).“ Diese Auffassung meinte allerdings keine totale Anpassung des Individuums an die Gesellschaft und implizierte keine kollektive oder soziale Determiniertheit des Ich. Individuum und Gesellschaft waren für ihn, wie für alle Sozialbehaviouristen, zwei Ausprägungen derselben Sache. Diese ergänzen und bedingen sich wechselseitig.
„Menschliche Natur ist immer gleichzeitig individuell und sozial, ist eine ‚Gruppennatur‘, und jedes Individuum ist das Produkt der jeweils spezifischen Kombination von Interaktionsbeziehungen zu anderen konkreten Personen und Gruppen, das sich mit diesen verändern und seinerseits auf sie modifizierend einwirkt. Das Individuum steht in ständigem Austausch mit seiner Umwelt, in dessen Verlauf es sich selbst und diese verändert.“
Diese dynamische Sicht des Selbst wurde zur Grundlage der Sozialisation des Individuums. Eine solche enge Verbindung zwischen Gesellschaft und Individuen charakterisierte auch das Verständnis von Cooley von der gesellschaftlichen Evolution. Dieser sah er, wie bereits angedeutet, auf den Interaktionen der Menschen beruhend.

### Looking-Glass Self
Cooley ging es nicht, wie etwa Mead oder Erving Goffman, in allererster Linie um den Prozess der Organisation des Selbst, sondern um die Betonung der Gegenseitigkeit der Vorstellungen, die die Menschen voneinander haben. Dies brachte Cooley mit dem Begriff des „Looking-Glass Self“, dem Spiegelbild-Selbst, zum Ausdruck. Demnach entwickelt jeder Mensch seine Identität als Ergebnis vielfältiger Prozesse der sozialen Interaktion mit anderen Menschen. Dabei entsteht ein spezifisches Selbstbild. Ich stelle mir vor, wie ich dem Anderen erscheine und bewerte mich danach selbst aus dieser Perspektive heraus. Cooley zeigte drei prinzipielle Elemente auf, die in ihrer Gesamtheit und Wechselwirkung zur Herausbildung der eigenen erlebten Identität führen. Die Person handelt und weiß bzw. nimmt an, dass sie dabei beobachtet wird:
- Wie wird sie von anderen Menschen gesehen/erlebt?
- Wie wird sie von diesen anderen Menschen daraufhin bewertet?
- Was für Gefühle erlebt sie aufgrund dieser Bewertung?

Es geht hier nicht um die wirkliche Bewertung durch bedeutsame andere Personen, sondern darum, was das Individuum darüber glaubt. Denn alles unterliegt der Interpretation durch das Individuum. In dieser Weise ist, laut Cooley, jeder dem anderen ein Spiegel. Diese Vorstellung, die die Menschen wechselseitig voneinander und ihrer Umwelt haben, waren für Cooley die „harten Tatsachen“ mit denen sich die Soziologie zu beschäftigen hatte. Diese sind soziomentale Prozesse, die die Verbindung zwischen „self“ und „society“ festigen. Dafür verwendet er den Begriff des „social mind“, der Émile Durkheims Begriff Kollektivbewusstsein ähnelt.
„Cooley zollte (...) der dynamischen Natur“ des social mind „als im Kommunikationsprozeß entstehende und sich verändernde Vorstellung weit mehr Beachtung als Durkheim, der das Kollektivbewußstein wie eine Sache (...) welches“ von außen „Zwang auf das Individuum ausübt, behandelte.“
Sowohl das Selbst als auch die Gesellschaft haben bei Cooley einen dynamischen Charakter. 
Sie sind Kommunikationsprozesse.

### Kritik von Mead
Nach den traditionellen Annahmen der Psychologie ist der Erfahrungsinhalt gänzlich individuell und auf keinen Fall primär durch den gesellschaftlichen Prozess zu erklären, obwohl seine Umwelt oder sein Kontext gesellschaftlich ist. Für eine Sozialpsychologie wie die Cooleys – die genau auf dieser Annahme beruht – hängen alle gesellschaftlichen Wechselwirkungen von den Vorstellungen der betroffenen Individuen ab und spielen sich im Rahmen ihrer direkten und bewussten Einflüsse aufeinander in den gesellschaftlichen Erfahrungsprozess ab. Cooleys Sozialpsychologie: die Gesellschaft existiert überhaupt nur im Geist des Einzelnen; die Auffassung, die Identität sei grundlegend gesellschaftlicher Natur, wird als Produkt der Phantasie hingestellt. Sogar für Cooley setzt die Identität die Erfahrung voraus, und diese ist ein Prozess, in dem sich die Identität entwickelt.

### Wichtige Werke
- Human Nature and the Social Order (1922).
- Social Process (1918).
- Social Organization (1909).

## Symbolischer Interaktionismus nach Herbert Blumer

### Grundannahmen
Blumer stellte 1969 folgende Grundannahmen zum Symbolischen Interaktionismus auf:
1. Menschen handeln gegenüber Dingen auf der Grundlage der Bedeutungen, die diese Dinge für sie besitzen.
2. Die Bedeutung der Dinge entsteht durch soziale Interaktion.
3. Die Bedeutungen werden durch einen interpretativen Prozess verändert, den die Person in ihrer Auseinandersetzung mit den ihr begegnenden Dingen benutzt.

Weitere Grundannahmen:
- Menschen erschaffen die Erfahrungswelt, in der sie leben.
- Die Bedeutungen dieser Welten sind das Ergebnis von Interaktionen und werden durch die von den Personen jeweils situativ eingebrachten selbstreflexiven Momente mitgestaltet.
- Die Interaktion der Personen mit sich selbst ist mit der sozialen Interaktion verwoben und beeinflusst sie ihrerseits.
- Formierung und Auflösung, Konflikte und Verschmelzungen gemeinsamer Handlungen konstituieren das soziale Leben der menschlichen Gesellschaft.
- Ein komplexer Interpretationsprozess erzeugt und prägt die Bedeutung der Dinge für die Menschen.

### Soziales und individuelles Handeln
Interaktionisten erforschen das alltägliche Leben, „doing everyday life“. Im Alltag handeln die Menschen auf der Grundlage dessen, was sie wahrnehmen, wie sie das Wahrgenommene einschätzen und interpretieren. Die Wahrnehmung der Bedeutung eines Gegenstands ist eine Zuschreibung von Bedeutung. Das bedeutet, dass in einem Vorgang sozialer Aushandlung diese Wahrnehmung als hinreichend akzeptiert wurde. Diese Interpretation menschlichen Handelns lässt sich ebenso auf gemeinsames, kollektives Handeln anwenden, an dem eine Vielzahl von Akteuren bzw. Individuen beteiligt sind, beispielsweise auf die Kooperation in der Arbeitswelt. Gesellschaftliches Handeln (im wörtlichen Sinne, d. h. Handeln in einer Gesellschaft bzw. in einem sozialen Umfeld) lässt sich somit nach Blumer immer als soziales Handeln benennen. Da gesellschaftliches Handeln immer von Individuen ausgeht, ist es durch den symbolischen Interaktionismus möglich, dieses Handeln sowohl in seinem gemeinsamen, kollektiven Charakter zu betrachten wie auch in seinem individuellen, d. h. durch die symbolischen Interaktionen einzelner Individuen konstituierten Komponenten.

### Menschliches Zusammenleben
Kollektives Handeln stellt für den symbolischen Interaktionismus immer das Ergebnis bzw. den Verlauf eines Prozesses gegenseitig interpretierender Interaktionen dar. Menschliches Zusammenleben besteht also in dem gegenseitigen Aufeinanderabstimmen der Handlungen durch die Beteiligten, wobei der Charakter der gemeinsamen Handlungen sich aus der Beziehung der Beteiligten ergibt.

Das gemeinsame Handeln, welches Blumer auch als das „verbundene Handeln der Gesamtheit“ bezeichnet, ist somit immer die Gesamtheit der Verkettungen / Aufeinanderabstimmungen einzelner Handlungen der Individuen und somit das Ergebnis einer fortwährend ablaufenden, niemals abgeschlossenen Entwicklung.

### Deutungen
Wenn man diejenigen Fälle betrachtet, in denen das gemeinsame Handeln wiederkehrend und stabil ist (also gesellschaftlich gefestigte, sich wiederholende Muster gemeinsamen Handelns), so haben die an der jeweiligen Situation beteiligten Menschen im Voraus ein Verständnis davon, wie sie und andere handeln wollen und wahrscheinlich werden. Dieses Verständnis ergibt sich aus den gemeinsamen, schon bestehenden Deutungsmustern bzw. Deutungen dessen, was von der Handlung eines Teilnehmers einer Situation zu erwarten ist. Aufgrund ebendieses Verständnisses ist jeder Teilnehmer in der Lage, sein eigenes Verhalten auf der Grundlage dieser Deutungen zu steuern.

### Das Entstehen von sozialen Normen und Regeln
Hierbei besteht die Gefahr, Ursache und Wirkung dahingehend zu vertauschen, dass man zu dem Schluss kommen könnte, es seien die Normen, Regeln, Werte und Sanktionen, welche das Handeln der Menschen bestimmen oder determinieren. Und zwar indem sie vorschreiben, wie Menschen in den unterschiedlichsten Situationen zu handeln haben.
Jedoch werden laut Blumer die Interaktionen der Teilnehmer einer Situation nicht von den Werten und Normen vorherbestimmt; sondern die Werte und Normen werden erst durch das kontinuierliche Aushandeln von Bedeutungen in den Interaktionen der Teilnehmer festgelegt.

Dies gelte auch wenn die Handlungen konsistent bleiben. Denn auch wenn es sich um eine dauerhaft bestehende und wiederkehrende Form gemeinsamen Handelns dreht, müsse jede einzelne Wiederholung einer solchen gemeinsamen Handlung erneut entwickelt werden. Wenn sich die Handlung wiederholt, so würden die Teilnehmer dies tun, indem sie dieselben Bedeutungen wiederkehrend und konstant benutzen.
Akzeptiert man die ständige Neubildung von Handlungen und Deutungen, auch wiederkehrender, bedeutet dies gleichsam eine Verschiebung der Perspektive. Folglich sei es nicht die gemeinsame Handlung, die sich einer immer schon vorhandenen („über allem schwebenden“) Regel oder Norm unterordnet. Blumer geht davon aus, dass die Regeln und Normen dann entstehen, wenn Bedeutungen ausgehandelt werden und die gemeinsame Handlung konstruiert wird.